# Buitinga mbomole
Buitinga mbomole là một loài nhện trong họ Pholcidae. Loài này được phát hiện ở Kenia và Tanzania.